# 鄺山笑
鄺山笑（1909年—1976年），原名鄺劍飛，籍貫廣東省臺山縣，曾經參軍及在廣州市辦報。粵劇紅伶，師事花旦王千里駒，亦是著名香港粵語片演員。1932年開始拍電影，於廣州市與友人合資拍攝默片《璇宮金粉獄》並擔任男主角。後在香港主演及參予多齣電影，包括：《唐伯虎點秋香》（1937年）、《背解紅羅》（1939年，飾演漢宣皇）、《斷鴻零雁記》（1939年，飾演三郎）、《脂粉將軍》（1939年）等。鄺山笑一生參加拍攝粵語片百多部。
鄺山笑有「風流小生」之稱，是香港在太平洋戰爭前最多產的電影演員，主演的電影比同期的曹達華、吳楚帆為多。鄺山笑、葉仁甫等，於1937年7月底，距離「七七事變」不到一個月成立「香港電影界賑災會」，它的救濟對象是被日本帝國主義侵略引致受苦受難的中華民國同胞。香港電影《最後關頭》（1938年）就是該會同人發起義拍的。鄺山笑的電影裡，合作最多的女演員是紫羅蘭、陳雲裳及梁雪霏。
鄺山笑的髮妻姓金，兩人非常恩愛，可惜金氏病逝；10年後才續娶粵劇歌伶小燕飛，兩人誕下一女一子：長女在農曆八月十五日（中秋節）晚上誕生，取名：鄺月圓；么子在抗擊日本侵華戰爭開始時期誕生，取諧音名：鄺箭。鄺山笑與小燕飛離異後，第三段婚姻誕下兩女兒，么女是商業電臺前播音員鄺月恆Inti，曾主持樂隊節目：組Band時間。
鄺山笑在香港演出的第一齣電影是《野花香》（1935年），太平洋戰爭後，鄺山笑逐漸減少演出電影，整個20世紀50年代，只參與《冷落斷腸花》（1950年，飾演白超文）、《人海萬花筒》（1950年，前廣州市警察局長的兒子）、《豪門蕩婦》（1950年，擔任監製）、《烏龍將軍》（1950年，飾演高日清）、《銀海春光》（1951年，飾演江三兆）、《十月芥菜》（1952年，飾演張永超）、《鴛鴦譜》（1955年，飾演江永才）及息影作《海角紅樓》（1958年，飾演上官六郎）共8齣，一生約演出120多齣香港電影。
鄺山笑於1976年病逝香港，享年67歲。

## 部份鄺山笑參與演出的電影
- 海角紅樓（1958年）
- 鴛鴦譜（1955年）
- 十月芥菜（1952年）
- 銀海春光（1951年）
- 冷落斷腸花（1950年）
- 烏龍將軍（1950年）
- 人海萬花筒（1950年）
- 孽債（1950年）
- 骨肉情深（1949年）
- 顛鸞倒鳳（1948年）
- 一日夫妻百日恩（1948年）
- 沙場諜影（1948年）
- 萬綠叢中一點紅（1948年）
- 七月落薇花（1948年）
- 二龍爭珠（1948年）
- 妖女復仇（1948年）
- 花香襯馬蹄（1948年）
- 情賊白菊花（1947年）
- 斷腸花（1941年）
- 望夫山（1940年）
- 紅巾誤（1940年）
- 殺人王（1940年）
- 重振家聲（1940年）
- 並蒂蓮（1940年）
- 乾隆下江南（1940年）
- 慈禧西太後（1940年）
- 打雀遇鬼（1940年）
- 慈雲走國（1940年）
- 雍正皇夜盜香妃（1940年）
- 大破白蓮教（1939年）
- 武潘安（1939年）
- 七姐嫁八仙（1939年）
- 火燒石室（1939年）
- 桃花命（1939年）
- 女鬼洞房（1939年）
- 竹織鴨（1939年）
- 人鬼奇緣（1939年）
- 食人太太（1939年）
- 玉梨魂（1939年）
- 三氣宣王（1939年）
- 掃把精（1939年）
- 賣怪魚龜山起禍（1939年）
- 棺材精（1939年）
- 女俠紅蝴蝶（1939年）
- 妲己（1939年）
- 背解紅羅（1939年）
- 鳳嬌投水（1939年）
- 梅開二度（1939年）
- 老婆奴（1939年）
- 烈婦報夫仇：三司會審（1939年）
- 扭紋柴2（1939年）
- 珍珠淚（1939年）
- 斷鴻零雁記（1939年）
- 金絲蝴蝶（1939年）
- 女大思嫁（1939年）
- 莊子試妻（1939年）
- 正一多情種（1939年）
- 脂粉將軍（1939年）
- 花木蘭（1939年）
- 金葉菊續集（1939年）
- 真假武則天（1939年）
- 春情烈火（1939年）
- 好女十八嫁續集（1939年）
- 銷魂大姐（1938年）
- 粉妝樓（1938年）
- 柴米夫妻（1938年）
- 陳世美不認妻（1938年）
- 陳萬年再世姻緣（1938年）
- 風流債（1938年）
- 豪華闊少（1938年）
- 正一孤寒種（1938年）
- 閻瑞生（1938年）
- 姊妹爭夫（1938年）
- 金葉菊（1938年）
- 民族之光（1938年）
- 好女十八嫁（1938年）
- 三千女明星（1938年）
- 扭紋柴（1938年）
- 公敵（1938年）
- 金屋十二釵續集（1938年）
- 理想未婚妻（1938年）
- 八百壯士（1938年）
- 民族女英雄（1938年）
- 精忠報國（1937年）
- 心魔（1937年）
- 如此人間（1937年）
- 邊防血淚（1937年）
- 彈性姑娘（1937年）
- 戀愛博士（1937年）
- 女性之光（1937年）
- 珠江風月（1937年）
- 前進曲（1937年）
- 制造國民（1937年）
- 七姊妹（1937年）
- 夜明珠（1937年）
- 荒村怪影（1937年）
- 天下為公（1937年）
- 女中丈夫（1937年）
- 多情天使（1937年）
- 唐伯虎點秋香（1937年）
- 大戰之前夜（1937年）
- 神出鬼沒（1937年）
- 金屋十二釵（1937年）
- 花開富貴（1937年）
- 神鞭俠（1936年）
- 鄉下佬尋仔（1936年）
- 蘆花淚（1936年）
- 科學罪人（1936年）
- 翻天覆地（1936年）
- 人言可畏（1936年）
- 風流小姐（1936年）
- 野花香（1935年）

## 外部連結
- 香港電影資料館：鄺山笑參演電影的記錄[永久]
- 鄺山笑在互联网电影资料库（IMDb）上的資料（英文）
- 鄺山笑在香港影庫上的簡介